# 외른셸스비크시

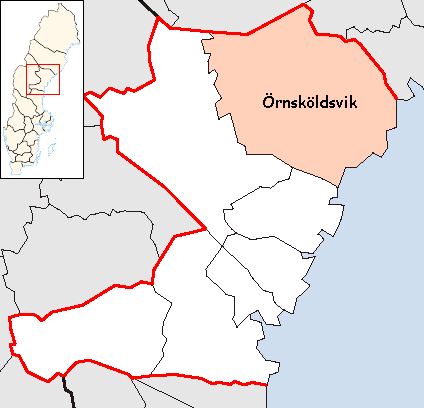
외른셸스비크 시의 위치

외른셸스비크시(스웨덴어: Örnsköldsviks kommun)는 스웨덴 베스테르노를란드주에 위치한 지방 자치체로 행정 중심지는 외른셸스비크이며 면적은 8,428.78km2, 인구는 55,964명(2016년 12월 31일 기준), 인구 밀도는 6.6명/km2이다.

시 문장

## 같이 보기
- 1976년 동계 패럴림픽